# Kortsteelknotsje
Het kortsteelknotsje (Typhula crassipes) is een schimmel behorend tot de familie Typhulaceae. Hij leeft saprotroof op stengels van de braam (Rubus). Hij is ook gemeld van bladeren van de berk (Betula) en stengels van de basterdwederik (Epilobium).

## Verspreiding
In Nederland komt het kortsteelknotsje uiterst zeldzaam voor.